# Mesochorus laboriosus
Mesochorus laboriosus là một loài tò vò trong họ Ichneumonidae.